# Рай (Коми)
Рай  — деревня в Сысольском районе Республики Коми в составе сельского поселения Визинга.

## География
Расположена на левобережье речки Большая Визинга на расстоянии 3 км от районного центра села Визинга по прямой на юго-запад.

## История
Известна с 1720 года как деревня Раевская Гора, в 1859 году отмечалась как Раевская (Рай) при ручье Рай-Шоре. В 1926 году здесь было всего 32 двора, в которых жило около 130 человек. В советский период работал колхоз «Трактор». В 1970 году проживало около двухсот человек, в 1979 году — 141 человек, в 1989 году — 79.

## Население
Постоянное население составляло 49 человека (коми 92 %) в 2002 году, 32 в 2010.